# Донмари Донтији
Донмари Донтији (фр. Donnemarie-Dontilly) је насељено место у Француској у региону Париски регион, у департману Сена и Марна.
По подацима из 2011. године у општини је живело 2838 становника, а густина насељености је износила 217,14 становника/km².

## Демографија
| 1962. | 1968. | 1975. | 1982. | 1990. | 2011. |
| ----- | ----- | ----- | ----- | ----- | ----- |
| 1.696 | 1.668 | 1.809 | 1.845 | 2.295 | 2.838 |